# Zeliha Ağrıs
Zeliha Ağrıs (20 aprile 1998) è una taekwondoka turca.

## Palmarès
- Mondiali

Muju 2017: oro nei 53 kg.
- Europei

Montreux 2016: bronzo nei 53 kg.
Sofia 2021: argento nei 53 kg.